# Guerra de Sicília (1282-1294)
La Guerra de Sicília o Guerra de les Vespres Sicilianes fou un llarg conflicte pel domini del Regne de Sicília i el control naval de la Mediterrània que tingué lloc entre els anys 1282 i 1302. Aquest article tracta la primera part de la guerra (1282–1294) entre la Corona d'Aragó i la casa d'Anjou, la qual regnava a Nàpols i França. Per l'article genèric del conflicte, vegeu Guerra de les Vespres Sicilianes.

## Antecedents

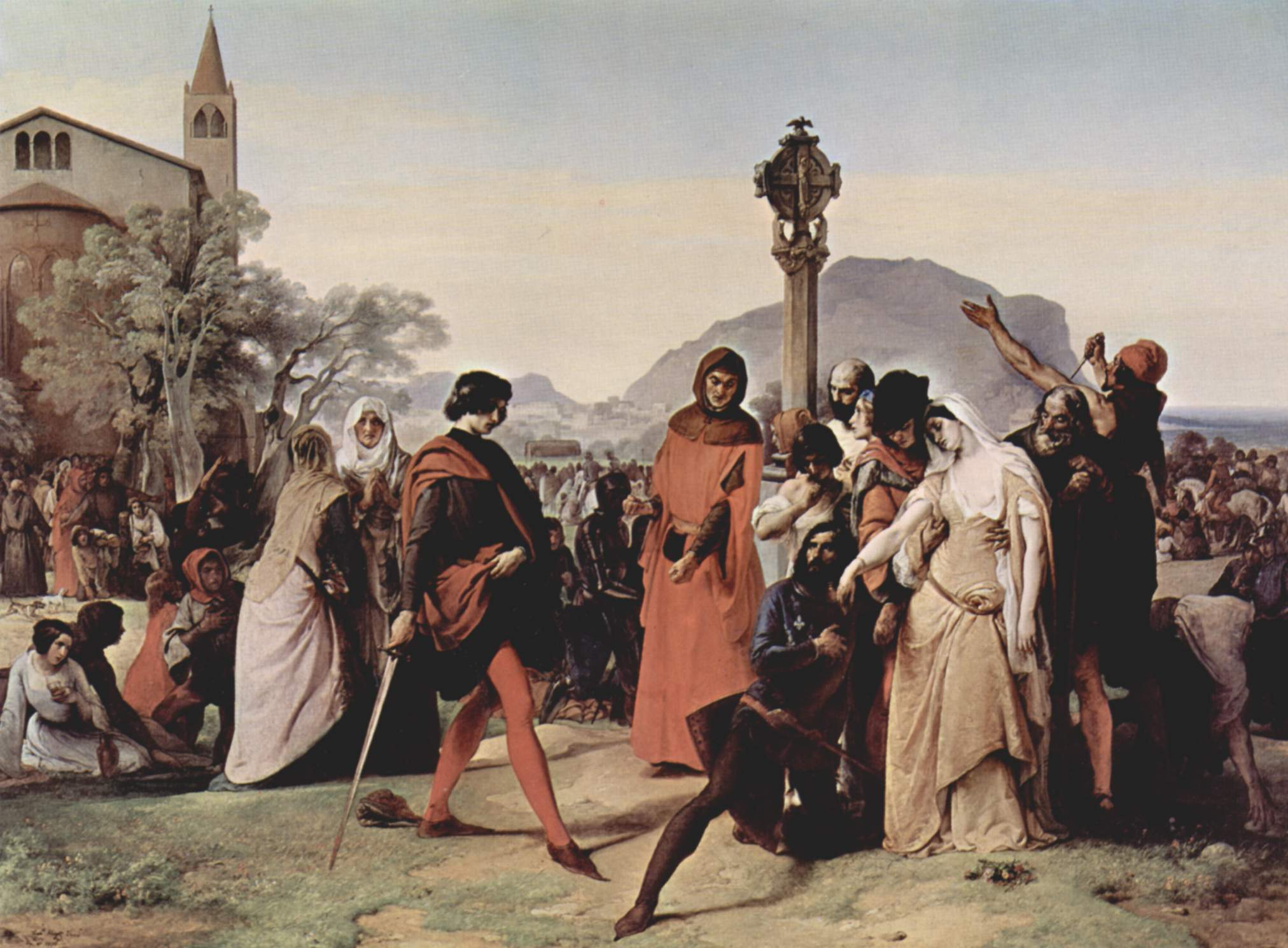
Les Vespres Sicilianes per Francesco Hayez(1846)

Quan Manfred I de Sicília ocupà el tron del Regne de Sicília, el papa Climent IV l'excomunicà per ser fill il·legítim de l'emperador Frederic II, esdevenint el regne un feu del papat. El 1262, Constança de Sicília, filla de l'anterior, es casa amb Pere el Gran, comte de Barcelona i rei d'Aragó. Aquesta situació d'acostament entre la dinastia Hohenstaufen i el casal de Barcelona provocà l'antipatia del francès Climent IV que buscà ajuda en Carles I d'Anjou, germà petit del seu aliat Lluís IX de França.
Les tropes de Carles d'Anjou entraren a l'illa i baten Manfred I en la batalla de Benevent, mentre que Carles fou coronat rei de Sicília a Roma el 1266, establint la seva autoritat per la força després de la revolta gibel·lina de Conradí de Sicília el 1268 i buscant la supremacia al Mediterrani va aliar-se amb el destronat Balduí II de l'Imperi Llatí contra Miquel VIII Paleòleg conquerint part de Morea el 1271 per coronar-se rei d'Albània. Va comprar el 1277 els drets com a Rei de Jerusalem a Maria d'Antioquia. Amb l'assistència de l'estol de la República de Venècia va preparar una croada per reconquerir Constantinoble el 1282.
Sota Carles d'Anjou, i posteriorment el seu fill Carles II, el nord es privilegia vers el sud: així, la capital és traslladada de Palerm a Nàpols.

## Les Vespres Sicilianes
La revolta incitada per Joan de Pròixida pren el nom perquè va començar a l'inici de la pregària de vespres de dilluns de pasqua 30 de març de 1282 a l'Església de l'Esperit Sant de Palerm. Dos mil francesos i güelfs sicilians van ser massacrats aquella nit i la següent, i molts altres en les sis setmanes següents, amb un recompte total de morts xifrat en quatre mil persones.

## Campanya de 1282-1284

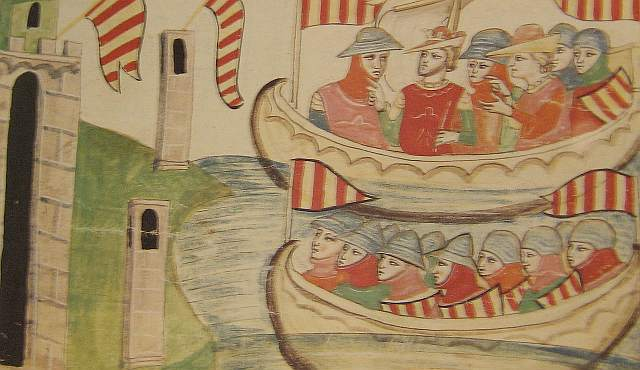
Desembarcament veloç de Pere el Gran a Trapani. Es pot identificar el rei duent la corona.

Pere el Gran, amb 60.000 monedes d'or de l'emperador Miquel VIII Paleòleg i 200.000 sous d'aportacions de jueus i els impostos de les aljames, entrà a Sicília per Trapani el 30 d'agost, aixecà el setge de Messina, entrà a Palerm el 4 de setembre i pocs dies més tard va destruir l'estol angeví de Carles I de Valois al combat de Nicòtena.
Es produeix la divisió del Regne de Sicília el 1282 en el regne de Sicília, peninsular o Regne de Nàpols, sota domini angeví, i el regne de Sicília, insular, sota domini aragonès. L'incident va iniciar la Guerra de Sicília i donada la força política del papa, la Croada contra la Corona d'Aragó.
Va establir guarnicions a Reggio i Seminara, a Calàbria, i després de la victòria al combat de Malta, Roger de Llúria conquerí les illes de Malta i Gozzo, i amb les galeres pròpies i les capturades, va provocar els angevins atacant la costa calabresa, Nàpols i Posillipo. Finalment, en absència de Carles I d'Anjou, el príncep de Salerno va armar un estol i anar al seu encontre. El 5 de juny de 1284 després d'un primer contacte Roger va fingir retirar-se cap a Castellammare però es va aturar en sec per iniciar el combat en mig de les aigües del golf de Nàpols. L'estol català, armat de soldats acostumats al combat i més destres en maniobres navals que els cortesans i cavallers francesos va envestir les galeres enemigues, tret de les deu comandades per Enric de Mar, que va escapar per ser finalment capturat pels catalans i preses les naus. Mentrestant es combatia ferotgement a la Galera de Capua, comandada per Carles de Salerno, fins que Roger de Llúria feu barrinar la galera per enfonsar-la i els francesos es van rendir.

## La Croada contra la Corona d'Aragó
Felip l'Ardit, amb un exèrcit molt important, es va concentrar a Narbona per dirigir-se cap a Barcelona, on es produí la revolta dels artesans, que fou sufocada amb la mort de Berenguer Oller i set revoltats més, penjats i arrossegats per la ciutat. Un cop el cap i casal tranquil, Pere el Gran es va dirigir al Rosselló per assegurar la defensa contra la invasió, a la que s'havia afegit el seu germà Jaume II de Mallorca.
Amb l'alineament de Jaume II amb els croats es va haver de preparar la línia de defensa amb les tropes empordaneses al coll de Panissars evitant la batalla a camp obert on la cavalleria croada jugaria amb avantatge. Dalmau VI de Rocabertí es va establir a el Pertús i Ponç V d'Empúries va dominar Banyuls de la Marenda i el Coll de la Massana mentre, l'Infant Alfons preparava un estol de galeres per defensar les costes, que serien comandades pels almiralls Ramon Marquet i Berenguer Mallol, s'ordenava a Roger de Llúria el retorn de Sicília, cridava les hosts de Barcelona, Lleida, Tarragona, i Tortosa, i demanava el suport a l'Orde del Temple i l'Orde de l'Hospital, que es concentrarien a l'abril a Figueres.
El 1285, els francesos entraren pel Rosselló però la població del Rosselló es va resistir a la invasió croada i la resistència va concloure amb el Setge d'Elna, que fou cremada provocant una matança. Els croats finalment acamparen a Elna i Perpinyà, mentre que els catalans, apostats al Coll de Panissars van impedir durant un mes l'entrada croada al sud de Catalunya i travessaren els Pirineus creuant per La Massana al mes de juny, mentre que l'estol fondejava a Roses. Els catalans, es van retirar fins a Peralada, d'on es retirarien després d'una batalla a camp obert, però l'Infant Alfons, el comandant de l'exèrcit va ordenar l'evacuació en direcció a Girona aplicant la terra cremada, i deixant tropes en els castells de camí a Barcelona.
Els francesos entraren a Castelló d'Empúries i dies més tard assetjaren Girona, que estava comandada per Ramon Folc VI de Cardona, del 27 de juny al 10 de setembre sofrint els terribles efectes de la fam i de les epidèmies, mentre els croats ocuparen Figueres, Roses, Sant Feliu de Guíxols i Blanes. Pere el Gran va sortir de Barcelona a principis del mes d'agost al front d'un exèrcit de 500 cavallers i 5.000 infants per atacar l'exèrcit croat que assetjava Girona i provocar l'aixecament del setge. Es va dirigir primer al Monestir de Montserrat, on va rebre la benedicció, i a continuació va anar a Hostalric, on va celebrar un consell que va decidir acampar a prop de Girona.
La defensa del litoral català, mentre l'estol català, comandat per Roger de Llúria es trobava a Sicília, es va sustentar amb un estol d'onze galeres dels estols dels almiralls Ramon Marquet i Berenguer Mallol, que derroten els croats en la batalla de Sant Feliu de Guíxols front les illes Formigues entre Roses i Sant Feliu i, per segona vegada ja reunits amb l'estol de Roger de Llúria, a la batalla naval de les Formigues davant de Calella de Palafrugell el 27 d'agost i de Roses el 3 de setembre i, finalment, de manera decisiva davant de Cadaqués el 4 de setembre. A causa d'aquesta derrota naval els catalans van recuperar el territori al nord, van dominar la costa i van tallar la línia de subministrament de l'exèrcit croat.
El Vescomte de Cardona va pactar amb Roger Bernat III de Foix una treva de vint dies a partir del 19 d'agost prometent-li lliurar la plaça si passat aquest temps el rei no enviava a Girona l'ajut que els havia promès. El 7 de setembre la ciutat es va rendir als assetjadors i fou ocupada per Eustaqui de Beaumarchais, que va deixar a la ciutat una guarnició, retirant-se amb la resta de l'exèrcit a l'Empordà.
La pesta s'estengué entre els francesos, que encerclats i malalts s'hagueren de retirar de l'Empordà i evacuaren Girona el 7 de setembre, però es van trobar la retirada tallada per Besalú, al Coll de Panissars i al Coll de La Massana, però com que molts soldats estaven malalts els catalans accediren a no atacar-los i els van deixar passar per Agullana. Una part de l'exèrcit francès volgué igualment travessar pel Coll de Panissars, els defensors del qual no coneixien l'ordre de deixar pas franc, i els francesos hi foren aniquilats entre el 30 de setembre i l'1 d'octubre en la batalla del coll de Panissars. El rei Felip III de França, que acompanyava el seu fill Carles de Valois, pogué arribar a Perpinyà on va morir el 5 d'octubre. Els francesos mantingueren l'ocupació de la Vall d'Aran

### Confiscació del Regne de Mallorca

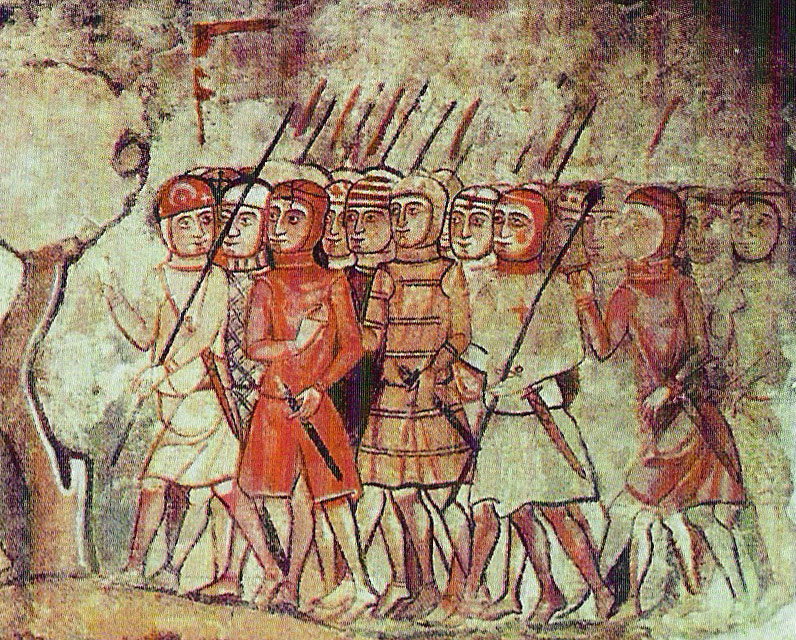
A la batalla del coll de Panissars els almogàvers van derrotar les restes de l'exèrcit croat

El mateix 1285 Pere el Gran envià una flota contra el seu germà Jaume II de Mallorca, que estava a Perpinyà, a qui finalment confiscà les Balears després de la rendició de l'illa sense combatre quan Ponç Saguàrdia, el lloctinent del rei Jaume II de Mallorca rendeix la ciutat de Mallorca a Alfons el Franc i els síndics dels pobles de Mallorca juren homenatge al rei, tret únicament del Castell d'Alaró on es va concentrar la resistència de l'alcaid, Ramon Ballester i la guarnició formada per Guillem Capello "Cabrit", Guillem Bassa, Arnau Ramon, Lleonard Marsello i Albert Perpinyà, que moriren en l'assalt, però el rei no pogué veure els resultats de l'expedició en morir pocs dies després a Vilafranca.
Jaume II va conservar tota la resta dels seus territoris tret de les Balears, que li foren tornades el 1295 mitjançant el tractat d'Anagni, amb les mateixes condicions pactades el 1279 al Tractat de Perpinyà.

### Atac a Occitània
Com a venjança, Roger de Llúria va conduir una expedició de càstig al Llenguadoc el mes de febrer de 1286, arribant-hi amb una flota de galeres, un centenar de cavallers i dos mil almogàvers fins a les platges de Valras, que fou saquejada i cremada, remuntant a peu amb els almogàvers el riu Orb fins a arribar a Serinhan.
Els francesos de Beziers, alertats de les accions catalanes, van formar un exèrcit de trenta mil homes amb tres-cents cavallers per enfrontar-s'hi, que fou rebut amb foc per part dels ballesters catalans. Tot i estar en inferioritat numèrica, els almogàvers van atacar provocant la desbandada francesa, sent perseguits i escomesos fins a arribar a mitja llegua (uns dos quilòmetres) de Beziers. Llavors, Roger de Llúria va ordenar la retirada a la platja de Valras, on s'estaven les galeres i de camí van saquejar i cremar la ciutat de Serinhan, inclòs el seu castell, tret de l'església de la Mare de Déu de la Gràcia. Roger de Llúria no tenia intenció d'atacar Beziers, però sí que va atacar Agde, abans de dirigir-se a Aigües Mortes i tornar a Barcelona amb un impressionant botí.

## Campanya de 1287-1289
Honori IV va pressionar els angevins perquè reprenguessin l'assalt a Sicília i van aplegar 40 galeres a Bríndisi i 43 més a Sorrento. L'abril de 1287 l'estol de Brindisi, comandat per Reynald III Quarrel, Comte d'Avella va desembarcar a Augusta l'1 de maig, prenent la vila i el castell Tan bon punt com Jaume el Just ho va conèixer, va enviar l'estol de Roger de Llúria, però l'estol angeví ja havia marxat a Sorrento vorejant l'illa pel sud, i es va reunir amb la resta de l'estol, en una maniobra de distracció de la flota de la Corona d'Aragó.
Els estols de Roger de Llúria va buscar l'estol que havia escapat d'Augusta i el va trobar a Nàpols el 23 de juny de 1287, però tan a prop de la ciutat no podia atacar i va iniciar un bombardeig de la ciutat per atraure els angevins. L'estol angeví es componia de cinc esquadrons, cada un comandat per Reynald III Quarrel, Hug de Brienne, el comte de l'Aquila, Jean de Joinville i Guy de Montfort, cada un amb la seva galera insígnia, amb quatre galeres a cada costat i dos al darrere, i la de l'almirall, amb dues més al davant. La resta de galeres estaven de reserva, i dues naus escortaven els estendards papal i angeví.
Roger de Llúria disposava de la quarantena de galeres amb les que va seguir la flota des de Sicília, i va usar la seva tàctica de retirar-se fins a dispersar l'estol enemic per contraatacar pels flancs atacant els rems. La batalla va durar tot el dia i finalment Enric de Mari va escapar i els catalans van capturar 40 galeres i 5.000 presoners.

## Conseqüències
Carles II d'Anjou va ser alliberat en virtut dels tractats d'Oloron i de Canfranc i va ser coronat a Rieti el 29 de maig de 1289 rebent del papa el títol de Carles de Palerm i el de rei de Sicília, i es va signar una treva per dos anys.
La mort d'Alfons el Franc el 1291 donà origen, quatre anys més tard, a un nou gran conflicte entre la Corona d'Aragó i el Regne de Sicília puix Jaume el Just fou proclamat comte rei de la Corona d'Aragó i delegà el regne de Sicília en el seu germà petit.